# Arsène Gros
Pour les articles homonymes, voir Gros.
Arsène Gros, né le 11 janvier 1881 à Saint-Claude (Jura) et mort le 11 février 1961 à Mandres-les-Roses (Seine-et-Oise), est un homme politique français.

## Biographie
Directeur d'une coopérative de fabrication de pipes, il est député SFIO du Jura de 1928 à 1940. Il est secrétaire de la Chambre en 1936 et 1937.
Le 10 juillet 1940, il vote en faveur de la remise des pleins pouvoirs au Maréchal Pétain.

## Sources
- « Arsène Gros », dans le Dictionnaire des parlementaires français (1889-1940), sous la direction de Jean Jolly, PUF, 1960 [détail de l’édition]